# Dismorphiinae
Sous-famille
Les Dismorphiinae sont une sous-famille de lépidoptères (papillons) de la famille des Pieridae.

## Liste des genres
La sous-famille des Dismorphiinae se compose de sept genres :
- Dismorphia Hübner, 1816
- Enantia Hübner, [1819]
- Leptidea Billberg, 1820
- Lieinix Gray, 1832
- Moschoneura Butler, 1870
- Patia Klots, 1933
- Pseudopieris Godman & Salvin, 1889

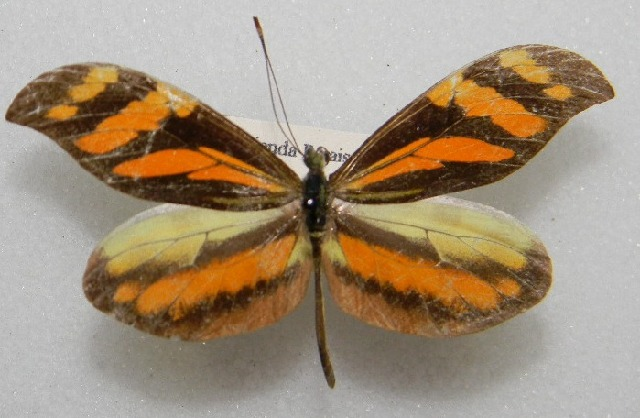
Dismorphia spio
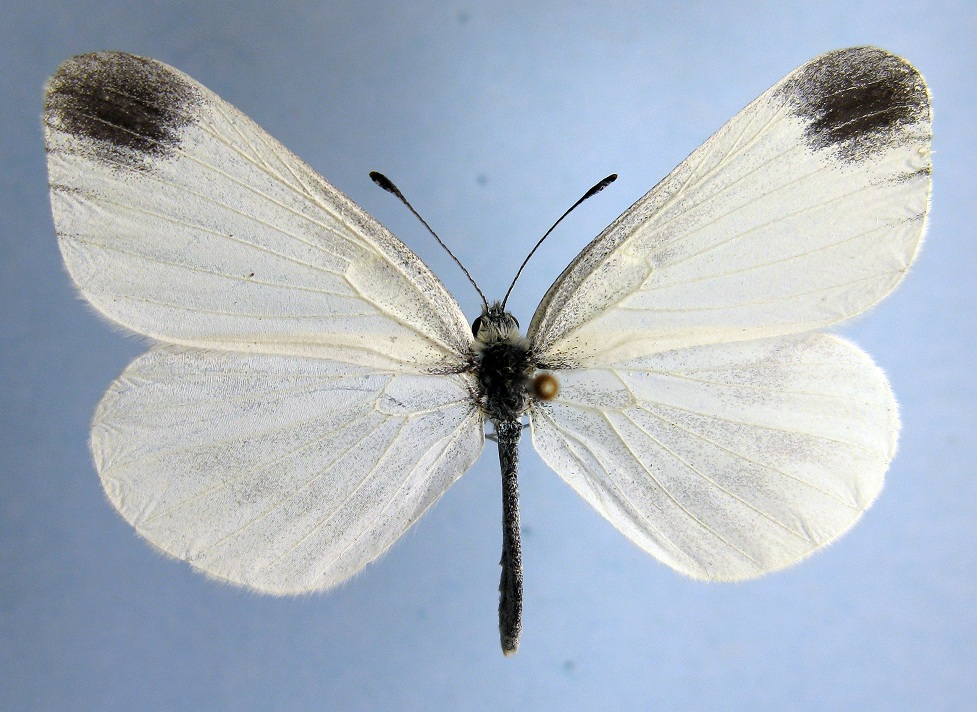
Leptidea juvernica
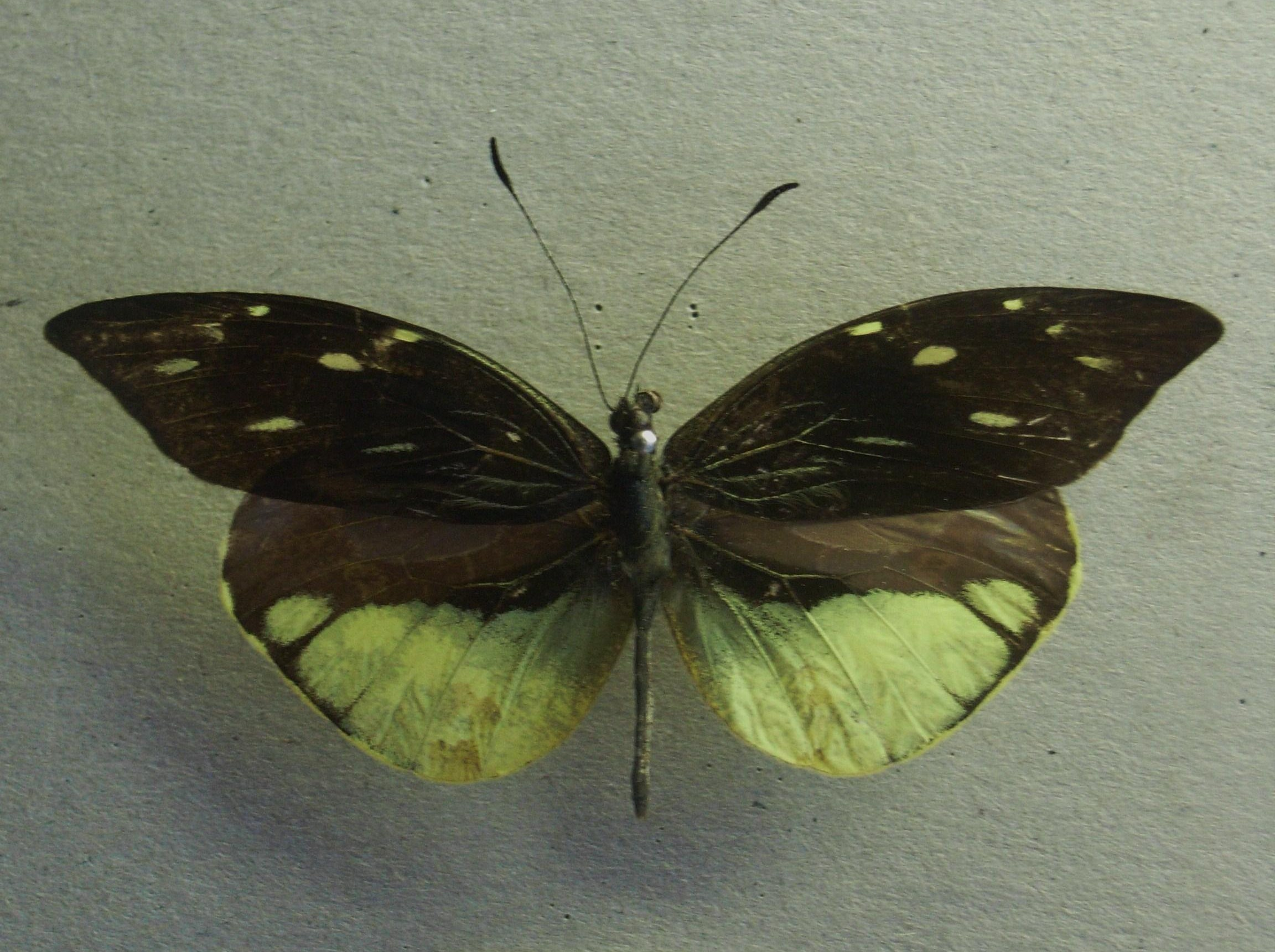
Lieinix nemesis
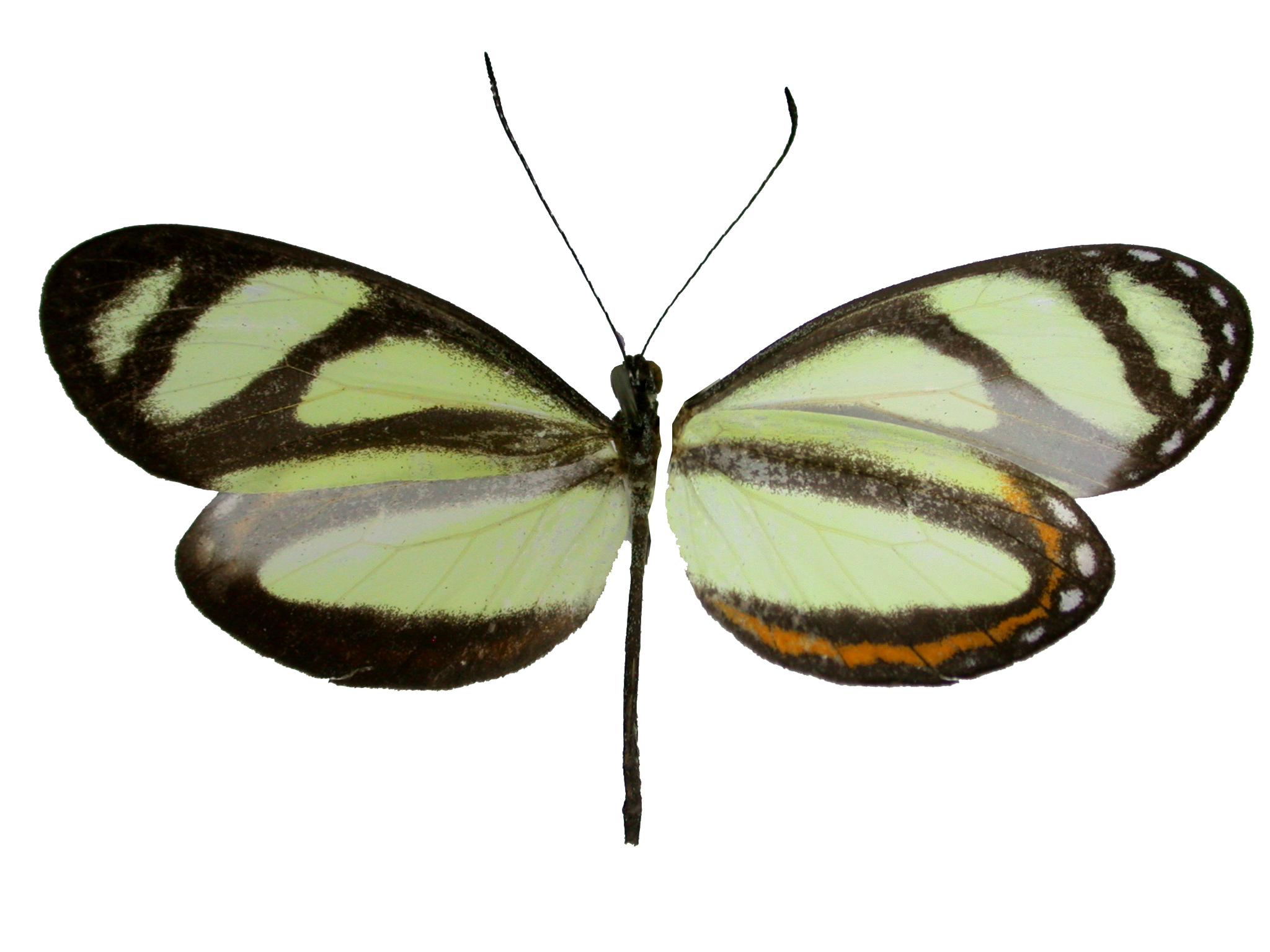
Moschoneura pinthous